# Alberto Trevisan
Dom Alberto Trevisan, SAC (Novo Treviso, Faxinal do Soturno, 22 de junho de 1916 – 18 de março de  1998), foi um sacerdote palotino, bispo católico brasileiro.
Dom Alberto Trevisan foi ordenado padre no dia 27 de dezembro de 1942, em Novo Treviso, Faxinal do Soturno, no Rio Grande do Sul. Recebeu a ordenação episcopal no dia 17 de maio de 1964, em Santa Maria, das mãos de Dom José Newton de Almeida Baptista, Dom Luís Victor Sartori e Dom João Aloysio Hoffmann.
Lema: Soldado de Cristo Jesus.

## Atividades durante o episcopado
Foi Bispo Auxiliar do Vicariato Castrense (Ordinariado Militar do Brasil) de 25 de fevereiro de 1964 a 26 de janeiro de 1967 e Bispo Auxiliar da Arquidiocese de São Sebastião do Rio de Janeiro, de 1967 a 1973.
Renunciou ao múnus episcopal no dia 31 de março de 1973.
Faleceu em 18 de março de 1998, aos 82 anos. Foi sepultado no Cemitério do Padres Palotinos em Vale Vêneto, distrito de São João do Polêsine.